# TUTO Hockey
Le TuTo Turku est un club de hockey sur glace de Turku en Finlande. Il évolue en Mestis, le second échelon finlandais.

## Historique
Le club est créé en 1929.

## Palmarès
- Vainqueur de la Mestis: 2008.
- Vainqueur de la Suomen Cup: 2017.